# Барабанщик из Волковыска
Барабанщик из Волковыска — уникальная шахматная фигурка пешки XII в., найденная в Волковыске. Хранится в коллекции Национального художественного музея Республики Беларусь.

## Описание
Миниатюрная костяная фигурка высотой 25 мм представляет собой фигуру барабанщика, находящуюся на треугольной основе, который подает сигнал к бою. Военный музыкант — приземистый человек с неправильными чертами лица и зачёсанными назад длинными волосами. На голове — низкая шапочка, которая напоминает современный берет. Одет в длинную до колен подпоясанную рубашку, на ногах — сапоги. С плеча на широкой ленте свисает «бубен». Резчик стремился передать детали, которые считал важными. В правой руке барабанщика — поднятая вверх загнутая на конце палка-ващага, которой били по барабану или литаврам. Древний мастер выполнил фигурку в мягкой юмористической тональности, что достигается благодаря умелому использованию одного из способов шаржирования — преднамеренной деформации отдельных черт характера или облика. Здесь резчик сконцентрировал свое внимание на лице: вытянул нижнюю челюсть, увеличил мясистый нос.